# The Finger Points
Pour plus de détails, voir Fiche technique et Distribution.
The Finger Points est un film américain de John Francis Dillon, sorti en 1931.
Le film compte dans sa distribution Richard Barthelmess, Fay Wray, Regis Toomey, Robert Elliott, Clark Gable, Oscar Apfel et Robert Gleckler.
Clark Gable est choisi pour incarner Louis J. Blanco, l'homme de main. Sous contrat à la MGM, Gable a tourné simultanément des scènes pour The Finger Points, L'Ange blanc et Quand on est belle.

## Synopsis
Breckenridge "Breck" Lee (Richard Barthelmess), jeune homme naïf du Sud, arrive à New York pour exercer le métier de journaliste. Il est engagé par The Press et son premier article concerne l’ouverture d’une nouvelle salle de jeu. Le gangster Louis J. Blanco (Clark Gable) tente de le corrompre pour le faire taire. Lee refuse et publie son article sur le casino qui est peu après fermé par la police. Agressé et frappé par des gangsters, Lee atterrit à l’hôpital. Lors de son retour au travail, il se met en tête d’épouser sa collègue Marcia Collins (Fay Wray), mais son maigre salaire et les factures d’hôpital l’empêchent de donner suite à cette ambition.
Lee demande une augmentation de salaire qui lui est refusée par le rédacteur Frank Carter (Robert Elliott). Se souvenant de sa proposition, il retourne voir Blanco et lui propose de ne pas mentionner les activités de l’organisation en échange d’une petite contribution. Comme Blanco le paye bien, Marcia est de plus en plus soupçonneuse sur l’origine de l’argent de Lee qui nie toute illégalité.
De plus en plus sûr de lui, Lee va plus loin. Il apprend que Numéro Un, le chef de l’organisation, souhaite ouvrir une nouvelle maison de jeu. Il menace Blanco de publier l’information s’il ne reçoit pas une plus grosse somme d’argent. Numéro Un lui donne l’argent, mais l’avertit de graves problèmes en cas de publication. Se méfiant de plus en plus de Lee, Collins accepte d’épouser Charles "Breezy" Russell (Regis Toomey). Dès lors, Lee propose à Marcia de l’épouser et de quitter la ville. Elle accepte, mais Breezy révèle l’existence du casino pour impressionner Marcia. Breezy vient leur montrer le journal et Lee décide alors d’aller chercher son argent à la banque. Il est suivi et tué par les gangsters. Il est acclamé comme un héros à ses funérailles. Marcia ne dit rien, même si elle connaît la vérité.

## Fiche technique
- Titre : The Finger Points
- Réalisateur : John Francis Dillon
- Scénaristes : John Monk Saunders
W.R. Burnett
Robert Lord
- Musique : David Mendoza
- Directeur de la photographie : Ernest Haller
- Montage : LeRoy Stone
- Producteur : John Francis Dillon
- Société de production : First National Pictures
- Société de distribution : Warner Bros
- Genre : Drame policier
- Couleurs : Noir et blanc
- Durée : 85 minutes
- Date de sortie :
  - États-Unis : 11 avril 1931

## Distribution
- Richard Barthelmess : Breckenridge 'Breck' Lee
- Fay Wray : Marcia Collins
- Regis Toomey : Charlie "Breezy" Russell
- Robert Elliott : Frank Carter
- Clark Gable : Louis J. Blanco
- Oscar Apfel :  Ellis Wheeler
- Robert Gleckler : Larry Haynes,